# トップキャスター
『トップキャスター』（Top Caster）は、2006年4月17日から6月26日までフジテレビ系の「月9」枠で、毎週月曜日21:00 - 21:54に放送された日本のテレビドラマ。主演は天海祐希。全11話。
主演の天海は、月9では初主演となる。また、脚本を担当する坂元裕二は、本枠で前クールに放送された『西遊記』からの続投となる。

## あらすじ
CNBテレビのニュースキャスターである椿木春香（天海祐希）は、新たにスタートする夜のニュース番組「ザ・ニュース」のアンカーウーマン。春香はかつて日本でスクープを連発させる伝説のニュースキャスターであった。だが、ある事件がきっかけで番組を降ろされ、アメリカでフリージャーナリストとして活動していたところを呼び戻されて新番組のニュースキャスターに就任するところからストーリーが始まる。

## キャスト

### CNBテレビ
椿木 春香〈38〉
演 - 天海祐希
8年前のあるスクープ報道がきっかけでキャスターの座を追われた。その後、アメリカでフリージャーナリストをしていたが、柴田の推薦で復帰した『伝説のキャスター』。真実をあぶり出しスクープを狙う事に命をかけていて、強引で冷酷に見えるが、報道という仕事に熱い使命感を持っており、自分に何かしらの害が及ぶような類の件であっても妥協せずに追求する信念の持ち主。アンチョビとグリーンピースが食べられない。望美のことを気にかけ、その成長を見守る。
飛鳥 望美〈27〉
演 - 矢田亜希子
お天気キャスターとしてのキャリアを持っていたが、突如春香のアシスタントに任命され、当初は不満を持つも、春香の仕事に対する姿勢に触れて次第にニュースキャスターになりたいと考え出す。
ちなみに白い巨塔をモチーフにした第2話では、里見助教授の事を「かっこよかった」と語っている（矢田は同ドラマで里見に思いを寄せる東佐枝子の役を演じていたため）。
蟹原 健介〈27〉
演 - 玉木宏
明るいニュースディレクター。幼馴染みの望美のことが好き。かなりの天然。ちなみに天然な性格は健介一人だけのものではなく、第8話に登場するかつて彼が青春時代を過ごした出身校の野球部の後輩部員たちも同様である。
野原 芽衣〈24〉
演 - 松下奈緒
人気の女子アナウンサー。スポーツコーナーを担当。キャスターの座を狙っている。
伊賀 俊平〈24〉
演 - 松田翔太
お坊っちゃま育ちで石場にタメ口を叩くアシスタントディレクター (AD)。芽衣のことが好き。
紺野 令子〈30〉
演 - 須藤理彩
派手好きなニュースディレクター。石場小吉と不倫関係になる。
角高 孝男〈46〉
演 - 矢島健一
知識豊富なニュースデスク。春香を目の敵にしている。
石場 小吉〈43〉
演 - 生瀬勝久
女好きのプロデューサー。妻子持ちだが令子と怪しい関係に。かなりの親バカ。
結城 雅人〈36〉
演 - 谷原章介（幼少期：小越勇輝 / 最終回）
CNBテレビ社長の息子で、春香の元彼。現在は報道担当取締役の立場にあり、帰国した春香とは仕事のやり方をめぐって対立していたが、最終話でCNBテレビを退職し、春香と結婚。
柴田 勝俊〈59〉
演 - 児玉清
頼りがいのある報道局長。かなりの恐妻家。春香をアメリカから呼び戻し、その後ろ盾となる。第10話でグループ企業の会長に不正行為の公表・謝罪を諫言し子会社に出向させられるが、最終話では社長に就任する。
結城英雄
演 - 伊武雅刀（第9話 - 最終話）
CNBテレビ社長 → 会長。結城雅人の父。闇献金疑惑で検察の事情聴取を受ける。

### 焼鳥屋「一石三鳥」
蟹原 珠子〈25〉
演 - 田丸麻紀
蟹原三郎の後妻。健介の継母。三郎と二人で焼鳥屋を経営。
蟹原 三郎〈59〉
演 - ト字たかお
健介の父。焼鳥屋を経営している。

### ゲスト
第1話
- 加山聡子 - 大路恵美
- 西園寺真嗣 - 平山広行
- 樋山秀一 - 東根作寿英

第2話
- 財前誠 - 温水洋一
- 山村医学部長 - 須永慶
- 財前隆史 - 塩顕治
- 財前彩香 - 佐々木麻緒

第3話
- 宮部天花 - 黒田福美
- 沢木和美 - 中村栄子
- 沢木正美 - 中園友乃
- 占い番組のナレーター - 斉藤舞子

第4話
- 服部圭吾 - 葛山信吾

第5話
- 保阪智世 - りょう
- 保阪敏行 - 福本伸一
- 保阪大輔 - 深澤嵐
- 岡崎幸助 - 田窪一世
- 大島プロデューサー - 笠原浩夫
- 山岸猛夫 - 岸田真弥

第6話
- 桜井尚樹 - 東幹久
- 佐野竹彦 - 弓削智久
- 四方田代議士 - 大林丈史

第7話
- 沢村優衣 - 島村まみ
- 瀬田敬一 - 根本慎太郎
- 浜田 - 姜暢雄
- ニンジン畑を持つおじさん - 市原清彦
- ニンジンマン - タカアンドトシ

第8話
- 内藤久美 - 中越典子
- 沼田理事長 - 長谷川初範
- 教頭 - 不破万作
- 沼田幸彦 - 馬場徹
- 祥司 - 斉藤嘉樹
- 剛史 - 千代将太
- 克己 - 荒川優

第9話
- 山田正夫 - 渡辺哲
- 山田佳奈 - 伊藤歩
- 横山部長 - 入江雅人

## スタッフ
- 脚本 - 坂元裕二
- 演出 - 平野眞、葉山浩樹、七高剛
- 音楽 - 佐藤直紀
- 主題歌 - Sowelu「Dear friend」（デフスターレコーズ）
- 編成 - 保原賢一郎
- 演出補 - 石井祐介、淵上正人、小原一隆、安食大輔、目黒由季乃
- 記録 - 戸国歩(#1、2、5、7、10、11)、赤星元子(#3、4、6)、手島優子(#8)、柿崎徳子(#9)
- プロデュース - 現王園佳正
- プロデュース補 - 榊原妙子、笛木志津香
- 制作 - フジテレビドラマ制作センター
- 制作著作 - フジテレビ

## 放送日程
| 話数                                                       | 放送日  | サブタイトル          | 演出     | 視聴率 |
| ---------------------------------------------------------- | ------- | --------------------- | -------- | ------ |
| 第1話                                                      | 4月17日 | 嵐を呼ぶオンナ        | 平野眞   | 23.1%  |
| 第2話                                                      | 4月24日 | ヒーローの告白        | 平野眞   | 19.6%  |
| 第3話                                                      | 5月01日 | 恋愛運ゼロの逆襲      | 葉山浩樹 | 18.7%  |
| 第4話                                                      | 5月08日 | 消えた大スクープ      | 葉山浩樹 | 15.6%  |
| 第5話                                                      | 5月15日 | 狙われたオンナ        | 平野眞   | 18.6%  |
| 第6話                                                      | 5月22日 | 究極のライバル        | 七高剛   | 16.8%  |
| 第7話                                                      | 5月29日 | キャスター交代        | 平野眞   | 17.3%  |
| 第8話                                                      | 6月05日 | 恋するふたり          | 葉山浩樹 | 17.5%  |
| 第9話                                                      | 6月12日 | 突然のクビ宣告!       | 七高剛   | 17.1%  |
| 第10話                                                     | 6月19日 | 暴走するオンナ        | 平野眞   | 18.1%  |
| 最終話                                                     | 6月26日 | さよなら…伝説のオンナ | 平野眞   | 18.5%  |
| 平均視聴率 18.4%（視聴率は関東地区・ビデオリサーチ社調べ） |         |                       |          |        |

- 初回・最終回は21時 - 22時9分の15分拡大放送。

## 内容に対する抗議
第3話の春香ら報道スタッフが占い師の詐欺行為をスクープする内容について、対象となった占い師に似ているとされ、当時フジテレビの番組『幸せって何だっけ 〜カズカズの宝話〜』に出演していた細木数子が「自らを揶揄した内容だ」と抗議した。後にドラマスタッフは細木に謝罪した。この結果、第3話については以下の対応により永久欠番となる。
- DVDは第3話をカットし、全10話で発売。
- 第3話の地上波、CS（フジテレビ721）、BSフジの再放送は行われていない。日本での放送から数ヵ月後に、アメリカでケーブルテレビ放送した際も、第3話はカットされた。